# Thiania latefasciata
Espèce
Synonymes
- Euophrys latefasciata Simon, 1877
- Pselcis latefasciata (Simon, 1877)

Thiania latefasciata est une espèce d'araignées aranéomorphes de la famille des Salticidae.

## Distribution
Cette espèce est endémique des Philippines.

## Description
La carapace du mâle subadulte holotype mesure 3,5 mm de long sur 2,6 mm.

## Publication originale
- Simon, 1877 : Études arachnologiques. 5e Mémoire. IX. Arachnides recueillis aux îles Philippines par MM. G. A. Baer et Laglaise. Annales de la Société Entomologique de France, sér. 5, vol. 7, p. 53-96 (texte intégral).